# Töysä
Töysä este o fostă comună din Finlanda.